# (33878) 2000 JW61
2000 JW61 (asteroide 33878) é um asteroide da cintura principal. Possui uma excentricidade de 0.17776480 e uma inclinação de 3.16604º.
Este asteroide foi descoberto no dia 7 de maio de 2000 por LINEAR em Socorro.